# Septième circonscription d'Ille-et-Vilaine
La septième circonscription d'Ille-et-Vilaine est l'une des huit circonscriptions législatives françaises que compte le département d'Ille-et-Vilaine situé en région Bretagne.

## La circonscription de 1986 à 2010

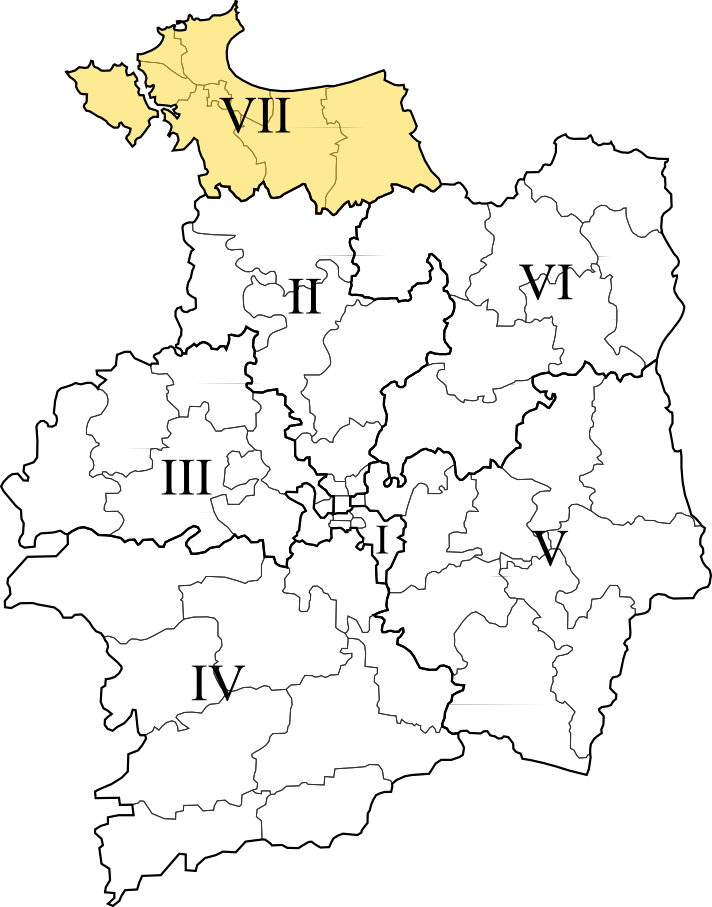
Localisation de la septième circonscription d'Ille-et-Vilaine de 1986 à 2010

### Description géographique et démographique
La septième circonscription d'Ille-et-Vilaine a été créée par la loi no 86-1197 du 24 novembre 1986
. Elle regroupe alors les cantons suivants :
- Canton de Cancale
- Canton de Châteauneuf-d'Ille-et-Vilaine
- Canton de Dinard
- Canton de Dol-de-Bretagne
- Canton de Pleine-Fougères
- Canton de Saint-Malo-Nord
- Canton de Saint-Malo-Sud.

D'après le recensement général de la population en 1999, réalisé par l'Institut national de la statistique et des études économiques (INSEE), la population totale de cette circonscription est estimée à 121 566 habitants,.
- Avant le découpage de 1986, la circonscription de Saint-Malo était la sixième circonscription d'Ille-et-Vilaine.

### Historique des députations
| Législature | Début de mandat | Fin de mandat  | Député        | Parti politique | Observations                                                                          |
| ----------- | --------------- | -------------- | ------------- | --------------- | ------------------------------------------------------------------------------------- |
| IXe         | 23 juin 1988    | 1er avril 1993 | René Couanau  | UDF-CDS         |                                                                                       |
| Xe          | 2 avril 1993    | 21 avril 1997  | René Couanau, | UDF-CDS,        | Mandat écourté à la suite d'une dissolution parlementaire décidée par Jacques Chirac. |
| XIe         | 12 juin 1997    | 18 juin 2002   | René Couanau  | UDF             |                                                                                       |
| XIIe        | 19 juin 2002    | 19 juin 2007   | René Couanau, | UMP,            |                                                                                       |
| XIIIe       | 20 juin 2007    | 19 juin 2012   | René Couanau  | UMP puis DVD    |                                                                                       |

### Historique des élections

#### Élections de 1986
Résultats dans la circonscription (découpage 1988) de l'élection proportionnelle départementale.
|            | Pierre Méhaignerie | UDF (CDS - PR) | 18 790 | 30,61  |  |  |  |  |
|            | Edmond Hervé       | PS             | 18 400 | 29,98  |  |  |  |  |
|            | Michel Cointat     | RPR            | 12 393 | 20,19  |  |  |  |  |
|            | Louis Chopier      | DVG            | 3 954  | 6,44   |  |  |  |  |
|            | Jean Clerc         | FN             | 3 736  | 6,08   |  |  |  |  |
|            | Christian Benoist  | PCF            | 2 321  | 3,78   |  |  |  |  |
|            | Raymond Madec      | LO             | 960    | 1,56   |  |  |  |  |
|            | Arlette Tardif     | MRG            | 279    | 0,45   |  |  |  |  |
|            | Gilles Roux        | I86            | 272    | 0,44   |  |  |  |  |
|            | Pierre Priet       | MPPT           | 263    | 0,42   |  |  |  |  |
|            |                    |                |        |        |  |  |  |  |
| Inscrits   | Inscrits           | Inscrits       | 83 061 | 100,00 |  |  |  |  |
| Abstention | Abstention         | Abstention     | 18 015 | 21,69  |  |  |  |  |
| Votants    | Votants            | Votants        | 65 046 | 78,31  |  |  |  |  |
| Exprimés   | Exprimés           | Exprimés       | 61 368 | 73,88  |  |  |  |  |

#### Élections de 1988
| Candidat       | Candidat         | Parti           | Premier tour | Premier tour | Second tour | Second tour |  |
| Candidat       | Candidat         | Parti           | Voix         | %            | Voix        | %           |  |
| -------------- | ---------------- | --------------- | ------------ | ------------ | ----------- | ----------- |  |
|                | René Couanau élu | UDF (CDS) (URC) | 27 070       | 49,04        | 33 041      | 55,39       |  |
|                | Jacky Le Menn    | PS              | 20 115       | 36,44        | 26 604      | 44,61       |  |
|                | Jean Drouin      | FN              | 3 427        | 6,20         |             |             |  |
|                | Jean Lemaitre    | PCF             | 3 126        | 5,66         |             |             |  |
|                | Gwénaël Pierre   | Divers droite   | 1 460        | 2,64         |             |             |  |
|                |                  |                 |              |              |             |             |  |
| Inscrits       | Inscrits         | Inscrits        | 84 152       | 100,00       | 84 137      | 100,00      |  |
| Abstentions    | Abstentions      | Abstentions     | 27 636       | 32,84        | 23 142      | 27,51       |  |
| Votants        | Votants          | Votants         | 56 516       | 67,16        | 60 995      | 72,49       |  |
| Blancs et nuls | Blancs et nuls   | Blancs et nuls  | 1 318        | 2,33         | 1 350       | 2,21        |  |
| Exprimés       | Exprimés         | Exprimés        | 55 198       | 97,67        | 59 645      | 97,79       |  |

Le suppléant de René Couanau était Michel Esneu, RPR, conseiller général, maire de Dol-de-Bretagne.

#### Élections de 1993
| Candidat                      | Candidat                    | Parti          | Premier tour | Premier tour | Second tour | Second tour |  |
| Candidat                      | Candidat                    | Parti          | Voix         | %            | Voix        | %           |  |
| ----------------------------- | --------------------------- | -------------- | ------------ | ------------ | ----------- | ----------- |  |
|                               | René Couanau sortant réélu  | UDF (CDS)      | 27 384       | 48,05        | 35 027      | 65,08       |  |
|                               | Isabelle Thomas             | PS (ADFP)      | 9 353        | 16,41        | 18 793      | 34,92       |  |
|                               | Fernard Leborgne            | Divers droite  | 4 993        | 8,76         |             |             |  |
|                               | Yves Pottier                | FN             | 4 949        | 8,68         |             |             |  |
|                               | Yannick Le Brelot           | Les Verts (EÉ) | 4 798        | 8,42         |             |             |  |
|                               | Jean-Charles Le Sager       | PCF            | 2 512        | 4,40         |             |             |  |
|                               | Henri Gourmelen             | UDB            | 1 196        | 2,09         |             |             |  |
|                               | Serge Fourchon              | LT-LNÉ         | 1 193        | 2,09         |             |             |  |
|                               | Adrien Marulier-Grandmesnil | MDR            | 304          | 0,53         |             |             |  |
|                               | Georges Bertholio           | PLN            | 299          | 0,52         |             |             |  |
|                               |                             |                |              |              |             |             |  |
| Inscrits                      | Inscrits                    | Inscrits       | 87 410       | 100,00       | 87 405      | 100,00      |  |
| Abstentions                   | Abstentions                 | Abstentions    | 27 200       | 31,12        | 29 224      | 33,44       |  |
| Votants                       | Votants                     | Votants        | 60 210       | 68,88        | 58 181      | 66,56       |  |
| Blancs et nuls                | Blancs et nuls              | Blancs et nuls | 3 229        | 5,36         | 4 361       | 7,5         |  |
| Exprimés                      | Exprimés                    | Exprimés       | 56 981       | 94,64        | 53 820      | 92,5        |  |
| Source : Data.gouv et CEVIPOF |                             |                |              |              |             |             |  |

Le suppléant de René Couanau était Michel Esneu.

#### Élections de 1997
| Candidat                     | Candidat                   | Parti          | Premier tour | Premier tour | Second tour | Second tour |  |
| Candidat                     | Candidat                   | Parti          | Voix         | %            | Voix        | %           |  |
| ---------------------------- | -------------------------- | -------------- | ------------ | ------------ | ----------- | ----------- |  |
|                              | René Couanau sortant réélu | UDF (PR)       | 22 046       | 39,26        | 31 971      | 53,93       |  |
|                              | Isabelle Thomas            | PS             | 13 423       | 23,90        | 27 313      | 46,07       |  |
|                              | Jacques Dore               | FN             | 5 256        | 9,36         |             |             |  |
|                              | Brice Lalonde              | GÉ             | 3 946        | 7,03         |             |             |  |
|                              | Jean-Charles Le Sager      | PCF            | 2 982        | 5,31         |             |             |  |
|                              | Yannick Le Brelot          | Les Verts      | 2 172        | 3,87         |             |             |  |
|                              | Christophe Bastide         | MPF (LDI)      | 1 313        | 2,34         |             |             |  |
|                              | Henri Gourmelen            | UDB            | 1 249        | 2,22         |             |             |  |
|                              | Alain Berbouche            | PRS            | 1 219        | 2,17         |             |             |  |
|                              | Philippe Joulain           | PT             | 648          | 1,15         |             |             |  |
|                              | Séverine Houzet            | Divers         | 613          | 1,09         |             |             |  |
|                              | François Caharel           | LCR            | 441          | 0,79         |             |             |  |
|                              | Sandrine Portais           | Divers gauche  | 426          | 0,76         |             |             |  |
|                              | Olivier Cazal              | Extrême droite | 261          | 0,46         |             |             |  |
|                              | Georges Bertholio          | PLN            | 98           | 0,17         |             |             |  |
|                              | Robert Simonet             | Extrême droite | 63           | 0,11         |             |             |  |
|                              | Nathalie Gendrot-Delacour  | Divers         | 1            | 0,00         |             |             |  |
|                              | Damien Greffard            | Divers         | 0            | 0,00         |             |             |  |
|                              |                            |                |              |              |             |             |  |
| Inscrits                     | Inscrits                   | Inscrits       | 88 151       | 100,00       | 88 145      | 100,00      |  |
| Abstentions                  | Abstentions                | Abstentions    | 28 869       | 32,75        | 25 669      | 29,12       |  |
| Votants                      | Votants                    | Votants        | 59 282       | 67,25        | 62 476      | 70,88       |  |
| Blancs et nuls               | Blancs et nuls             | Blancs et nuls | 3 125        | 5,27         | 3 192       | 5,11        |  |
| Exprimés                     | Exprimés                   | Exprimés       | 56 157       | 94,73        | 59 284      | 94,89       |  |
| Source : Assemblée nationale |                            |                |              |              |             |             |  |

Le suppléant de René Couanau était Michel Esneu. Michel Esneu est élu sénateur le 27 septembre 1998.

#### Élections de 2002
|                | René Couanau sortant réélu | UMP              | 30 963 | 51,71  |  |  |  |
|                | Isabelle Thomas            | PS               | 15 768 | 26,33  |  |  |  |
|                | Monique Beaujean           | FN               | 4 050  | 6,76   |  |  |  |
|                | Yannick Lebrelot           | Les Verts        | 1 800  | 3,01   |  |  |  |
|                | Jean-Pierre Héry           | CPNT             | 1 478  | 2,47   |  |  |  |
|                | Pierre Chapa               | LCR              | 1 080  | 1,80   |  |  |  |
|                | Jean-Charles Le Sacher     | PCF              | 1 055  | 1,76   |  |  |  |
|                | Henri Gourmelen            | UDB              | 864    | 1,44   |  |  |  |
|                | Jeanne Toupet              | LO               | 647    | 1,08   |  |  |  |
|                | Serge Monrocq              | MÉI              | 514    | 0,86   |  |  |  |
|                | Patrick Le Guillou         | MNR              | 491    | 0,82   |  |  |  |
|                | Claude Ollivro             | GÉ               | 432    | 0,72   |  |  |  |
|                | Nicole Madiot              | Pôle républicain | 300    | 0,50   |  |  |  |
|                | Jean-Michel Groisier       | PT               | 277    | 0,46   |  |  |  |
|                | Jacques Beraud             | ND               | 164    | 0,27   |  |  |  |
|                |                            |                  |        |        |  |  |  |
| Inscrits       | Inscrits                   | Inscrits         | 93 268 | 100,00 |  |  |  |
| Abstentions    | Abstentions                | Abstentions      | 32 240 | 34,57  |  |  |  |
| Votants        | Votants                    | Votants          | 61 028 | 65,43  |  |  |  |
| Blancs et nuls | Blancs et nuls             | Blancs et nuls   | 1 145  | 1,88   |  |  |  |
| Exprimés       | Exprimés                   | Exprimés         | 59 883 | 98,12  |  |  |  |

Le suppléant de René Couanau était Antoine Berry, maire de Pleurtuit, cadre de l'hôtellerie retraité.

#### Élections de 2007
| Candidat       | Candidat                   | Parti             | Premier tour | Premier tour | Second tour | Second tour |  |
| Candidat       | Candidat                   | Parti             | Voix         | %            | Voix        | %           |  |
| -------------- | -------------------------- | ----------------- | ------------ | ------------ | ----------- | ----------- |  |
|                | René Couanau sortant réélu | UMP               | 29 040       | 47,10        | 32 745      | 57,00       |  |
|                | Isabelle Thomas            | PS                | 15 228       | 24,70        | 24 698      | 43,00       |  |
|                | Jean-Francis Richeux       | UDF–MoDem         | 9 278        | 15,05        |             |             |  |
|                | Herri Gourmelen            | UDB               | 1 833        | 2,97         |             |             |  |
|                | Pierre Chapa               | LCR               | 1 501        | 2,43         |             |             |  |
|                | Patrick Le Guillou         | FN                | 1 417        | 2,30         |             |             |  |
|                | Jean-Charles Le Sager      | PCF               | 861          | 1,40         |             |             |  |
|                | Katia-Mireille Bileau      | CPNT              | 816          | 1,32         |             |             |  |
|                | René Ebel                  | MPF               | 564          | 0,91         |             |             |  |
|                | Édouard Descottes          | LO                | 414          | 0,67         |             |             |  |
|                | Monique Trichon            | Divers écologiste | 292          | 0,47         |             |             |  |
|                | Jean-Michel Groisier       | PT                | 228          | 0,37         |             |             |  |
|                | Jean-Claude Serre          | MNR               | 174          | 0,28         |             |             |  |
|                |                            |                   |              |              |             |             |  |
| Inscrits       | Inscrits                   | Inscrits          | 99 053       | 100,00       | 99 048      | 100,00      |  |
| Abstentions    | Abstentions                | Abstentions       | 36 541       | 36,89        | 39 837      | 40,22       |  |
| Votants        | Votants                    | Votants           | 62 512       | 63,11        | 59 211      | 59,78       |  |
| Blancs et nuls | Blancs et nuls             | Blancs et nuls    | 866          | 1,39         | 1 768       | 2,99        |  |
| Exprimés       | Exprimés                   | Exprimés          | 61 646       | 98,61        | 57 443      | 97,01       |  |

Le suppléant de René Couanau était Jean-Luc Bourgeaux, maire de Cherrueix, agriculteur.

## La circonscription depuis 2010

Localisation de la circonscription dans le département depuis 2010.

### Description géographique
À la suite du redécoupage des circonscriptions législatives françaises de 2010, induit par l'ordonnance no 2009-935 du 29 juillet 2009, ratifiée par le Parlement français le 21 janvier 2010, la septième circonscription d'Ille-et-Vilaine regroupe les divisions administratives suivantes :
- Canton de Cancale
- Canton de Châteauneuf-d'Ille-et-Vilaine
- Canton de Dinard
- Canton de Dol-de-Bretagne
- Canton de Saint-Malo-Nord
- Canton de Saint-Malo-Sud.

### Historique des députations
| Législature | Début de mandat | Fin de mandat   | Député             | Parti politique | Observations                                                                           |
| ----------- | --------------- | --------------- | ------------------ | --------------- | -------------------------------------------------------------------------------------- |
| XIVe        | 20 juin 2012    | 20 juin 2017    | Gilles Lurton      | UMP puis LR     |                                                                                        |
| XVe         | 21 juin 2017    | 31 juillet 2020 | Gilles Lurton      | LR              | Démissionne à la suite de son élection à la mairie de Saint-Malo.                      |
| XVe         | 1er août 2020   | 21 juin 2022    | Jean-Luc Bourgeaux | DVD             | Démissionne à la suite de son élection à la mairie de Saint-Malo.                      |
| XVIe        | 22 juin 2022    | 9 juin 2024     | Jean-Luc Bourgeaux | DVD             | Mandat écourté à la suite d'une dissolution parlementaire décidée par Emmanuel Macron. |
| XVIIe       | 8 juillet 2024  | En cours        | Jean-Luc Bourgeaux | DVD             |                                                                                        |

### Historique des élections

#### Élections de 2012
| Candidat       | Candidat             | Parti             | Premier tour | Premier tour | Second tour | Second tour |  |
| Candidat       | Candidat             | Parti             | Voix         | %            | Voix        | %           |  |
| -------------- | -------------------- | ----------------- | ------------ | ------------ | ----------- | ----------- |  |
|                | Isabelle Thomas      | PS                | 17 678       | 31,33        | 27 477      | 48,96       |  |
|                | Gilles Lurton élu    | diss. UMP         | 11 946       | 21,17        | 28 644      | 51,04       |  |
|                | Nicolas Belloir      | UMP               | 10 130       | 17,95        |             |             |  |
|                | Michel Penhouët      | PRG               | 4 317        | 7,65         |             |             |  |
|                | Pascal Clément       | FN (RBM)          | 4 249        | 7,53         |             |             |  |
|                | Jean-Francis Richeux | AC (CpF) (MoDem), | 3 752        | 6,65         |             |             |  |
|                | Carole Le Béchec     | EÉLV (UDB)        | 1 681        | 2,98         |             |             |  |
|                | Solenn Hallou        | PCF (FG)          | 1 558        | 2,76         |             |             |  |
|                | Pierre Chapa         | NPA               | 376          | 0,67         |             |             |  |
|                | Serge Monrocq        | AÉI               | 323          | 0,57         |             |             |  |
|                | Émeline Berhault     | JB                | 247          | 0,44         |             |             |  |
|                | Édouard Descottes    | LO                | 170          | 0,30         |             |             |  |
|                |                      |                   |              |              |             |             |  |
| Inscrits       | Inscrits             | Inscrits          | 95 132       | 100,00       | 95 031      | 100,00      |  |
| Abstentions    | Abstentions          | Abstentions       | 37 999       | 39,94        | 37 382      | 39,34       |  |
| Votants        | Votants              | Votants           | 57 133       | 60,06        | 57 649      | 60,66       |  |
| Blancs et nuls | Blancs et nuls       | Blancs et nuls    | 706          | 1,24         | 1 528       | 2,65        |  |
| Exprimés       | Exprimés             | Exprimés          | 56 427       | 98,76        | 56 121      | 97,35       |  |

Le suppléant de Gilles Lurton était Jean-Luc Bourgeaux, maire de Cherrueix et conseiller général du canton de Dol-de-Bretagne.

#### Élections de 2017
Les élections législatives françaises de 2017 ont eu lieu les dimanches 11 et 18 juin 2017.
|                                                                                | |                           |                           |                          |                          |
|                                                                                | | Premier tour 11 juin 2017 | Premier tour 11 juin 2017 | Second tour 18 juin 2017 | Second tour 18 juin 2017 |
|                                                                                | |                           |                           |                          |                          |
|                                                                                | | Nombre                    | % des inscrits            | Nombre                   | % des inscrits           |
| Inscrits                                                                       | Inscrits | 99 140                    | 100,00                    | 99 142                   | 100,00                   |
| Abstentions                                                                    | Abstentions | 44 802                    | 45,19                     | 49 582                   | 50,01                    |
| Votants                                                                        | Votants | 54 338                    | 54,81                     | 49 560                   | 49,99                    |
|                                                                                | |                           | % des votants             |                          | % des votants            |
| Bulletins blancs                                                               | Bulletins blancs | 542                       | 1,00                      | 2 296                    | 4,63                     |
| Bulletins nuls                                                                 | Bulletins nuls | 244                       | 0,45                      | 950                      | 1,92                     |
| Suffrages exprimés                                                             | Suffrages exprimés | 53 552                    | 98,55                     | 46 314                   | 93,45                    |
|                                                                                | |                           |                           |                          |                          |
| Candidat Étiquette politique (partis et alliances)                             | Candidat Étiquette politique (partis et alliances)                                                                                             | Voix                      | % des exprimés            | Voix                     | % des exprimés           |
|                                                                                | |                           |                           |                          |                          |
|                                                                                | Valérie Fribolle La République en marche | 19 605                    | 36,61                     | 20 282                   | 43,79                    |
|                                                                                | Gilles Lurton (député sortant) Les Républicains (Union des démocrates et indépendants)                                                         | 18 641                    | 34,81                     | 26 032                   | 56,21                    |
|                                                                                | Philippe Miailhes Front national | 4 286                     | 8,00                      |                          |                          |
|                                                                                | Solenn Hallou Divers gauche (Parti communiste français - Parti socialiste - Europe Écologie Les Verts)                                         | 4 044                     | 7,55                      |                          |                          |
|                                                                                | Nicolas Chevallier La France insoumise | 3 672                     | 6,86                      |                          |                          |
|                                                                                | Adel Malik-Monrocq Divers (Mouvement écologiste indépendant - Confédération pour l'homme, l'animal et la planète)                              | 715                       | 1,34                      |                          |                          |
|                                                                                | Brieuc Quil Divers droite (Parti chrétien-démocrate)                                                                                           | 491                       | 0,92                      |                          |                          |
|                                                                                | Gwénola Bouriel Écologiste (Pacte antispéciste citoyen pour la transparence et l'éthique)                                                      | 447                       | 0,83                      |                          |                          |
|                                                                                | Édouard Descottes Lutte ouvrière | 398                       | 0,74                      |                          |                          |
|                                                                                | Éliane Leclercq Régionaliste (Oui la Bretagne - Union démocratique bretonne)                                                                   | 394                       | 0,74                      |                          |                          |
|                                                                                | Geneviève Drouard Écologiste (Mouvement 100 % - Parti breton - Parti fédéraliste européen - En avant Bretagne - Alliance fédéraliste bretonne) | 311                       | 0,58                      |                          |                          |
|                                                                                | Guillaume Betend Divers (Union populaire républicaine)                                                                                         | 243                       | 0,45                      |                          |                          |
|                                                                                | Jean-Michel Groisier Extrême gauche (Parti ouvrier indépendant démocratique)                                                                   | 212                       | 0,40                      |                          |                          |
|                                                                                | Raoul Kuczyk Divers | 93                        | 0,17                      |                          |                          |
| Source : Ministère de l'Intérieur - Septième circonscription d'Ille-et-Vilaine | |                           |                           |                          |                          |

Le suppléant de Gilles Lurton était Jean-Luc Bourgeaux. Ce dernier devient député le 1er août 2020 après la démission de Gilles Lurton devenu maire de Saint-Malo.

#### Élections de 2022
Les élections législatives françaises de 2022 ont lieu les 12 et 19 juin 2022.
| Résultats des élections législatives des 12 et 19 juin 2022 de la 7e circonscription d'Ille-et-Vilaine |                          |                          |              |              |             |             |
| Candidat                                                                                               | Candidat                 | Parti et coalition       | Premier tour | Premier tour | Second tour | Second tour |
| Candidat                                                                                               | Candidat                 | Parti et coalition       | Voix         | %            | Voix        | %           |
| | Anne Le Gagne            | MoDem (ENS)              | 15 330       | 28,37        | 21 681      | 47,77       |
| | Jean-Luc Bourgeaux       | LR (UDC)                 | 13 736       | 25,42        | 23 704      | 52,23       |
| | Nicolas Guivarc’h        | LFI (NUPES)              | 11 486       | 21,26        |             |             |
| | Dylan Lemoine            | RN                       | 6 861        | 12,70        |             |             |
| | Leïla Marie Rosenstech   | REC                      | 1 970        | 3,65         |             |             |
| | Christophe Fichet        | Agir diss.               | 996          | 1,84         |             |             |
| | Éliane Leclercq          | UDB                      | 695          | 1,29         |             |             |
| | Marie-Thérèse Drelon     | PA                       | 595          | 1,10         |             |             |
| | Claude Bréquignon        | LP (UPF)                 | 478          | 0,88         |             |             |
| | Nelly Ferriault          | EPL                      | 474          | 0,88         |             |             |
| | Stéphane Péan            | Volt                     | 408          | 0,76         |             |             |
| | Edouard Descottes        | LO                       | 355          | 0,66         |             |             |
| | Étienne Gruenais         | PB                       | 304          | 0,56         |             |             |
| | Jean-Michel Groisier     | POID                     | 239          | 0,44         |             |             |
| | Julien Delcourt          | PP                       | 62           | 0,11         |             |             |
| | Ismail Ben Lahcen        | UDMF                     | 45           | 0,08         |             |             |
| | Raoul Kuczyk             | DIV                      | 0            | 0,00         |             |             |
| Votes valides                                                                                          | Votes valides            | Votes valides            | 54 034       | 98,26        | 45 386      | 89.88       |
| Votes blancs                                                                                           | Votes blancs             | Votes blancs             | 676          | 1,23         | 3 748       | 7.42        |
| Votes nuls                                                                                             | Votes nuls               | Votes nuls               | 279          | 0,51         | 1 363       | 2.70        |
| Total                                                                                                  | Total                    | Total                    | 54 989       | 100          | 50 497      | 100         |
| Abstention                                                                                             | Abstention               | Abstention               | 50 143       | 47,70        | 46 644      | 51.97       |
| Inscrits / participation                                                                               | Inscrits / participation | Inscrits / participation | 105 132      | 52,30        | 105 141     | 48.03       |

Le suppléant de Jean-Luc Bourgeaux était Gilles Lurton, maire de Saint-Malo et président de Saint-Malo Agglomération, ancien député.

#### Élections de 2024
| Candidat                 | Candidat                 | Parti et coalition       | Nuance                   | Premier tour | Premier tour | Second tour | Second tour |
| Candidat                 | Candidat                 | Parti et coalition       | Nuance                   | Voix         | %            | Voix        | %           |
| ------------------------ | ------------------------ | ------------------------ | ------------------------ | ------------ | ------------ | ----------- | ----------- |
|                          | Jean-Luc Bourgeaux       | ex-LR                    | DVD                      | 32 549       | 43,33        | 50 058      | 69,14       |
|                          | Dylan Lemoine            | RN                       | RN                       | 21 184       | 28,20        | 22 339      | 30,86       |
|                          | Nicolas Guivarc'h        | LFI (NFP)                | UG                       | 16 701       | 22,23        | Retrait     | Retrait     |
|                          | Christophe Fichet        | DVC                      | DVC                      | 3 665        | 4,88         |             |             |
|                          | Edouard Descottes        | LO                       | EXG                      | 1 015        | 1,35         |             |             |
|                          |                          |                          |                          |              |              |             |             |
| Votes valides            | Votes valides            | Votes valides            | Votes valides            | 75 114       | 98,00        | 72 397      | 95,79       |
| Votes blancs             | Votes blancs             | Votes blancs             | Votes blancs             | 1 095        | 1,43         | 2 329       | 3,08        |
| Votes nuls               | Votes nuls               | Votes nuls               | Votes nuls               | 437          | 0,57         | 855         | 1,13        |
| Total                    | Total                    | Total                    | Total                    | 76 646       | 100          | 75 581      | 100         |
| Abstention               | Abstention               | Abstention               | Abstention               | 30 003       | 28,13        | 31 063      | 29,13       |
| Inscrits / participation | Inscrits / participation | Inscrits / participation | Inscrits / participation | 106 649      | 71,87        | 106 644     | 70,87       |